# Roque Gonzáles La Rosa
Roque Gonzáles La Rosa es un periodista, locutor radial, articulista  coordinador del Perú ante la Coordinadora Continental Bolivariana (CCB) y ex terrorista miembro del Movimiento Revolucionario Túpac Amaru (MRTA).

## Biografía
Militante aprista, fue integrante del Frente Antiimperialista para la Liberación (FAL). Miembro del Movimiento Revolucionario Túpac Amaru (MRTA), fue partícipe del secuestro del empresario boliviano Samuel Doria y de diversas acciones terroristas en los años 90. Fue detenido en 1995 junto a Miguel Rincón Rincón cuando planeaban tomar el congreso de la república. Tras su captura, fue ayudado por dos funcionarios apristas (Javier Morán y Carlos Benites Saravia), quienes le entregaron un acta de una reunión de la Juventud Aprista Peruana con la fecha del secuestro de Doria.
Fue encarcelado en 1996. Obtuvo su libertad en el año 2004. En el año 2006, participó en la inauguración del local institucional de la Coordinadora Continental Bolivariana-Capítulo Perú (CCB-CP). Acompañó a Guillermo Bermejo y a Luis Paredes Morales a recibir entrenamiento con las FARC.
En febrero del año 2008, fue detenido en Tumbes luego de participar en el II Congreso de la Coordinadora Continental Bolivariana, celebrado en Quito. En dicha cumbre se reunió con representantes de las FARC, ETA, entre otras organizaciones. Según se detalló, fue detenido, junto a otras personas, tras ser acusado de preparar acciones de sabotaje en contra la cumbre APEC realizada en aquel año en Perú. Al ser interrogado, Gonzáles reveló que recibió dinero de la ONG Casa Mariátegui, de Caracas. Fue liberado en diciembre del 2008, tras revocarse el mandato de detención en su contra.